# Basileopàtor
Basileopàtor, en grec medieval βασιλεοπάτωρ, literalment 'pare del basileu' (emperador) va ser un dels títols més elevats de l'Imperi Romà d'Orient. Va ser un títol excepcional. El Cletorològion de Filoteu escrit l'any 899, diu que era una de les "dignitats especials".

## Història
El seu titular no era el pare biològic de l'emperador i encara que les funcions exactes associades al títol no es coneixen realment, es creu que actuava com a regent i era el custodi i tutor d'un jove emperador. Alguns historiadors moderns creuen, fent una interpretació diferent de la paraula a partir d'una ortografia alternativa trobada en segells i a l'hagiografia de l'emperadriu Teòfano Martinàcia, i diuen que el títol podria ser interpretat com a "pare del Palau", i seria l'ajudant principal de l'emperador sense que això impliqués cap tipus de control sobre ell.
El títol el va crear l'emperador Lleó VI el Filòsof en algun moment entre l'agost del 891 i el maig del 893, per a Estilià Zaützes, el pare de la que va ser seva amant durant molt de temps i que després seria la seva segona esposa Zoè Zaützena. Estilià ja tenia els títols de mestre i el de logoteta. Amb aquest nomenament, segons tradicionalment s'interpreta, Lleó VI va deixar formalment la direcció de l'Imperi en mans de Zaützes fins que aquest va morir el 899.
Els historiadors actuals posen en dubte la figura del basileopàtor totpoderós, i indiquen que hi ha evidències que demostren el control eficaç de l'Imperi per part de Lleó VI. De totes maneres, el títol que va rebre Estilià Zaützes el posaven per damunt de tots els altres càrrecs, immediatament per sota de l'emperador.
El títol va ressorgir l'any 919 quan es va atorgar a Romà Lecapè quan la seva filla Helena Lecapena es va casar amb l'emperador Constantí VII (r. 913-959), encara que uns mesos després va ser elevat a Cèsar i coronar com a coemperador. El títol de basileopàtor no es va tornar a utilitzar, excepte en algun context literari. Simeó Metafrastes qualifica anacrònicament a Arseni el Gran amb el títol de basileopàtor, perquè va ser tutor dels emperadors Flavi Honori i Arcadi, fills de Teodosi I el Gran. Alguns partidaris de l'emperador Miquel VIII Paleòleg van intentar de reviure el títol el 1259, quan va ser nomenat regent durant el regnat de Joan IV Ducas Làscaris (r. 1258-1261), nomenat emperador de Nicea amb només 8 anys, però aquests intents no es van arribar a concretar. El títol va ser usat encara una vegada per honorar Joan VI Cantacuzè, coronat coemperador amb el seu gendre Joan V Paleòleg el 1347.